# Dungeons & Dragons: Daggerdale
Dungeons & Dragons: Daggerdale é um jogo eletrônico do gênero Ação e Aventura e RPG desenvolvido pela Bedlam Games e publicado pela Atari. O jogo inclui dois modos multiplayer, simples e cooperativo e está situado em um ambiente dos Reinos Esquecidos.